# Paul Zilling
Paul Zilling (* 6. September 1900 in Halle (Saale); † 20. März 1953 ebenda) war ein deutscher Maler und Grafiker.

## Leben
Zilling war eines von fünf Kindern einer hallischen Gärtnersfamilie. Während des Ersten Weltkriegs begann er 1916 in Halle eine Lehre bei einem Architekten, wurde aber schon 1917 zum Kriegsdienst einberufen. Nach Kriegsende besuchte er ab 1919 als einer der ersten Schüler von Erwin Hahs die Handwerker- und Kunstgewerbeschule in Halle. Dort begann auch eine enge und dauerhafte Freundschaft mit dem Maler Otto Müller. Zilling gehörte der „Hallischen Künstlergruppe“ an.
Im Jahr 1924 zog er mit seiner Frau, die auch an der Handwerker- und Kunstgewerbeschule war, nach Hamburg. Dort schloss er eine Lehre als Dekorationsmaler mit der Gesellenprüfung ab. 1926/1927 unternahm er eine Studienreise nach Paris, wo er auch Hahs wieder traf. 1929 erhielt er ein Stipendium an der Burg Giebichenstein, und er wurde Meisterschüler von Erwin Hahs. Ab 1933 arbeitete er als freischaffender Maler und Grafiker in Halle. Er war obligatorisch Mitglied der Reichskammer der bildenden Künste. Von 1941 bis 1950 verdiente er den Lebensunterhalt als Hilfslehrer. Zilling war mit Gerhard Geyer befreundet, lebte aber sehr zurückgezogen und bescheiden, meist in großer materieller Not. Er starb an Multipler Sklerose, deren erste Anzeichen sich bereits vor dem 30. Lebensjahr gezeigt hatten.
Zilling gehörte zu den bedeutenden Malern der mitteldeutschen Region der ersten Hälfte des 20. Jahrhunderts. Er schuf unter dem Eindruck des französischen Impressionismus und des deutschen Expressionismus vor allem Aquarelle, daneben auch Pastelle und mindestens 40 Ölbilder, u. a. Landschaftsbilder, Stadtansichten von Paris und Halle mit seinen Häusern der Gründerzeit, figurale Kompositionen, Blumen-Stillleben und mehrere Selbstporträts. Viele seiner Werke gelten als verschollen.
Im Bestand des Kunstmuseums Moritzburg Halle (Saale) befindet sich ein größeres Konvolut an Arbeiten von Zilling.

## Werke (Auswahl)
- Vor den Tuilerien (1926, Gouache)
- Frühstückstisch (um 1934, Aquarell)
- Die Straße (1946, Öl, 105 × 105 cm; Alte Nationalgalerie Berlin)[2]
- Kähne an der Seine (Aquarell; 1948 auf der Großen Kunstausstellung Sachsen-Anhalt)

## Ausstellungen (Auswahl)
Postume Einzelausstellungen 
- 1956: Halle, Staatliche Galerie Moritzburg (Gedächtnisausstellung)
- 2004, Halle, Galerie Marktschlösschen (Malerei und Zeichnungen)

 Gruppenausstellungen 
- 1940 Halle, Städtisches Moritzburg-Museum („Junges Kunstschaffen der Gaue Halle-Merseburg, Magdeburg-Anhalt und Thüringen“)
- 1946 Halle, Kunstausstellung der Provinz Sachsen
- 1948 Halle, Städtisches Museum in der Moritzburg („Große Kunstausstellung Sachsen-Anhalt“)

 Postume Gruppenausstellungen 
- 1978 Berlin Altes Museum („Revolution und Realismus, Revolutionäre Kunst in Deutschland 1917 bis 1933“)
- 1993 Halle, Universitätsmuseum „Burse zur Tulpe“ („Halle in der Nachkriegszeit: Malerei, Grafik und Plastik aus Privatbesitz“)